# Cratere Kostinskiy
Kostinskiy è un cratere lunare di 67,91 km situato nella parte nord-occidentale della faccia nascosta della Luna.
Il cratere è dedicato all'astronomo sovietico Sergey Konstantinovič Kostinskiy.

## Crateri correlati
Alcuni crateri minori situati in prossimità di Kostinskiy sono convenzionalmente identificati, sulle mappe lunari, attraverso una lettera associata al nome.
| Kostinskiy | Coordinate             | Diametro (in km) |
| ---------- | ---------------------- | ---------------- |
| B          | 16°32′24″N 119°55′48″E | 19,53            |
| D          | 16°04′48″N 123°04′48″E | 32,21            |
| E          | 15°10′12″N 122°35′24″E | 31,49            |
| W          | 17°03′36″N 115°41′24″E | 24,39            |